# Komisja majątkowa
Komisje majątkowe – komisje działające przy MSWiA od 1989, rozpatrujące sprawy zwrotu kościołom i innym związkom wyznaniowym majątku przejętego na rzecz skarbu państwa w okresie PRL wymienionego w art. 61 ustawy z dnia 17 maja 1989 r. o stosunku Państwa do Kościoła Katolickiego w Rzeczypospolitej Polskiej lub przekazania w zamian odpowiedniej rekompensaty. W komisjach połowa członków była przedstawicielami rządu, a druga danego związku wyznaniowego.
Powołano 5 komisji:
- dla Kościoła Katolickiego (zlikwidowana w lutym 2011 roku[2][3])
- dla Kościoła Ewangelicko-Augsburskiego w RP
- dla Polskiego Autokefalicznego Kościoła Prawosławnego
- dla gmin wyznaniowych żydowskich
- Międzykościelna Komisja Regulacyjna (dla pozostałych kościołów i innych związków wyznaniowych).

Od decyzji komisji nie było odwołania. Do Komisji Majątkowej dla Kościoła Katolickiego wpłynęły 3063 wnioski (Komisja wydała 3593 decyzje), z których rozpatrzono 2847; pozostałe 216 mają rozpatrzyć sądy. Komisja Regulacyjna do Spraw Gmin Wyznaniowych Żydowskich wszczęła 5504 postępowania.

## Komisja dla Kościoła Katolickiego

### Charakter komisji
Podstawę prawną działania Komisji stanowiła ustawa z dnia 17 maja 1989 r. o stosunku Państwa do Kościoła Katolickiego w Rzeczypospolitej Polskiej (Dz.U. z 1989 r. nr 29, poz. 154, z późn. zm.) przyjęta przez Sejm PRL IX kadencji pod rządami gabinetu premiera Mieczysława Rakowskiego. Komisja Majątkowa nie była organem władzy sądowniczej ani organem władzy administracji publicznej, choć zgodnie z art. 63 ust. 4 ustawy z dnia 17 maja 1989 r. ugody zawarte przed nią miały moc sądowniczych tytułów egzekucyjnych. Postępowanie regulacyjne przed Komisja Majątkową, zgodnie z art. 62 ust. 4 i art. 64 ust. 2 ustawy z dnia 17 maja 1989 r., zastępowało postępowanie sądowe i administracyjne oraz przypominało w pewnym stopniu postępowanie polubowne, co znalazło potwierdzenie w uzasadnieniu uchwały z dnia 24 czerwca 1992 r. w sprawie wykładni art. 61 ustawy z dnia 17 maja 1989 przez Trybunał Konstytucyjny. Komisja Majątkowa była rządowo-kościelnym podmiotem, działającym w trybie mediacyjno-polubownym. Z tego względu zapadłe orzeczenia i ugody miały moc prawną równą ugodom przed sądem powszechnym. Od decyzji komisji nie przysługiwało odwołanie, jeśli decyzja zapadła w pełnym składzie. Jeśli Komisja Majątkowa w pełnym składzie nie wypracowała wspólnego stanowiska, pisemnie zawiadamiała uczestników postępowania regulacyjnego, którzy w terminie sześciu miesięcy od zawiadomienia uzyskiwali prawo do wznowienie postępowania sądowego lub administracyjnego, a w przypadku jeśli postępowanie nie było wszczęte, wystąpienia do sądu o zasądzenie roszczenia. Zgodnie z art. 63 ust. 4 ustawy z dnia 17 maja 1989 r. uczestnicy postępowania regulacyjnego mogli przed składem orzekającym zawrzeć ugodę. Jeżeli nie zawarli ugody, zespół wydawał orzeczenie. Szczegółowy tryb postępowania regulacyjnego uregulowany został zarządzeniem Ministra – Szefa Urzędu Rady Ministrów z dnia 8 lutego 1990 r. w sprawie szczegółowego trybu postępowania regulacyjnego w przedmiocie przywrócenia osobom prawnym Kościoła Katolickiego własności nieruchomości lub ich części. Komisja Majątkowa rozpatrywała wnioski w zespołach orzekających w skład których wchodziło przynajmniej po dwóch członków wyznaczonych przez MSWiA i Sekretariat Konferencji Episkopatu Polski oraz fakultatywnie po jednym przedstawicielu organów nadrzędnych nad uczestnikami postępowania. Wnioski o wszczęcie postępowania regulacyjnego można było zgłaszać w terminie 2 lat od dnia wejścia w życie ustawy z dnia 17 maja 1989 r., choć ostatecznie ze względu na zmianę ustawy termin został przedłużony do 31 grudnia 1992 r. Podmiotem postępowania regulacyjnego mogło być mienie państwowe, jak i mienie jednostek samorządu terytorialnego. Decyzją Komisji majątkowej z dnia 29 marca 2006 r. objęto postępowaniem regulacyjnym nieruchomości położone na terenach tzw. ziem odzyskanych. W wyniku uzgodnień z 25 czerwca 2009 r. osoby będące uczestnikami postępowania regulacyjnego dostały możliwość otrzymania odpisów wszystkich dokumentów akt sprawy na każdym etapie postępowania. Postępowanie regulacyjne następowało na wniosek kościelnych osób prawnych w celu przywrócenia im własności upaństwowionych w całości lub w części:
- które nie pozostają we władaniu instytucji kościelnych, chyba że w dniu wejścia w życie ustawy były we władaniu innych związków wyznaniowych;
- przejętych przez państwo w związku z ustawą z dnia 20 marca 1950 r. o przejęciu przez państwo dóbr martwej ręki, poręczeniu proboszczom posiadania gospodarstw rolnych i utworzeniu Funduszu Kościelnego, jeżeli nie wydzielono z nich należnych w myśl tej ustawy gospodarstw rolnych proboszczów[14];
- które zostały przejęte od zakonów bezhabitowych i stowarzyszeń kościelnych na podstawie rozporządzenia Ministra Administracji Publicznej z dnia 10 marca 1950 r. w sprawie przystosowania stowarzyszeń do przepisów prawa o stowarzyszeniach;
- mienia fundacji kościelnych;
- przejętych po 1948 r. w trybie egzekucji zaległości podatkowych;
- wywłaszczonych, jeżeli odszkodowanie za wywłaszczoną nieruchomość nie zostało wypłacone lub nie zostało podjęte;
- przejętych na podstawie dekretu z dnia 26 października 1945 r. o własności i użytkowaniu gruntów na obszarze m.st. Warszawy;
- przejętych we władanie państwowych jednostek organizacyjnych bez tytułu prawnego, bez względu na późniejsze ustawodawstwo konwalidujące te przejęcia.

### Podsumowanie orzecznictwa
Do Komisji Majątkowej w ustawowym terminie wpłynęło 3063 wniosków o wszczęcie postępowania regulacyjnego z czego:
- zespoły orzekające komisji zatwierdziły 1486 ugód przywracających lub przekazujących własność kościelnym osobom prawnym,
- wydano 990 orzeczeń przywracających lub przekazujących własność kościelnym osobom prawnym,
- 666 postępowań zakończono odrzuceniem lub oddaleniem wniosku, bądź też umorzeniem postępowania przed Komisją Majątkową,
- w 136 postępowaniach zespoły orzekające nie uzgodniły orzeczenia w sprawie.
- pozostało 216 wniosków co do których nie zakończono postępowania regulacyjnego ze względu na zakończenie prac komisji.

Początkowo Komisja przekazywała nieruchomości, m.in. wskazane przez pełnomocników Kościoła, których wycenę rzeczoznawcom majątkowym zlecała strona kościelna. Po doniesieniach prasowych, że w pewnych przypadkach mogli oni dostarczyć wyceny nieruchomości wielokrotnie niższe od wartości rynkowej (na dzień 10.05.2012 wątpliwości dotyczyły 30 spraw, z czego jednak większość nie została potwierdzona) oraz po przypadkach sprzedaży przyznanej nieruchomości kilkukrotnie drożej niż wycena we wniosku, w 2008 roku wprowadzono zasadę, że wycenę dostarcza także strona rządowa.
Zgodnie ze „Sprawozdaniem z działalności Komisji Majątkowej w latach 1989–2011” Komisja Majątkowa przekazała kościelnym osobom prawnym rekompensaty i odszkodowania w wysokości 143 534 231,41 zł oraz ponad pół tysiąca nieruchomości (wartych ok. 5 mld zł). Miały one obszar 66 tys. ha. Tymczasem według Agencji Nieruchomości Rolnych przekazała ona Kościołowi katolickiemu na mocy decyzji Komisji 76 tys. ha, a Lasy Państwowe przekazały 4 tys. ha.

### Członkowie Komisji
Skład Komisji Majątkowej ustalony został na podstawie parytetu, po równej liczbie osób reprezentujących państwo i Kościół. Komisja działała pod kierunkiem dwóch przewodniczących, z których jednego wyznaczał Minister Spraw Wewnętrznych i Administracji, a drugiego Sekretarz Konferencji Episkopatu Polski. Każdy z członków dostawał miesięczne wynagrodzenie w wysokości 77% wynagrodzenia sędziów Naczelnego Sądu Administracyjnego.
W skład komisji reprezentujących stronę rządowa w latach 1989–2011 wchodzili: Bogusław Skręta, Józef Bołdak, Andrzej Pieniążek, Andrzej Wróblewski, Iwona Dykczak-Skorupska, Henryk Jędrzejewski, Romuald Soroka, Stefan Wasilewicz, Romana Górecka, Zbigniew Wrona, Marek Siwiec, Zbigniew Derdziuk, Arnost Bećka, Aleksandra Sulkowska, Andrzej Szuwara, Jerzy Bart, Dariusz Trzaska, Rajmund Jaroszek, Jakub Skiba, Krystyna Leonard, Adam Kornatowski, Justyna Staszak, Marcin Żukowski, Małgorzata Kosicka, Katarzyna Kobierska, Zbigniew Filipkowski, Andrzej Marciniak, Renata Czyżak, Robert Napora, Aneta Szyndler, Józef Różański, Joanna Zych-Gorgosz, Monika Piszcz-Czapla.
W skład komisji reprezentujących stronę kościelną w latach 1989–2011 wchodzili: ks. Jan Chmiel, Barbara Dołbniak, Edward Klimczuk, Przemysław Kłosiewicz, Stanisław Dąbrowski, Tadeusz Kobyliński, Wiesław Pakoca, Romuald Soroka, Hanna Żywiecka, Jarosław Bittel, ks. Tadeusz Nowok, Andrzej Kołodziej, Andrzej Rościszewski, Małgorzata Bryk, ks. Stanisław Pindera, ks. Mirosław Piesiur, Piotr Perończyk, Krzysztof Wąsowski, Wojciech Kubis, ks. Konrad Zygmunt, ks. Dariusz Walencik.

### Nieprawidłowości

#### Śledztwa prokuratorskie
Do połowy 2011 roku przeciwko osobom związanym z komisją wszczęto 28 śledztw prokuratorskich. 17 z nich umorzono, m.in. z powodu przedawnienia.
Krytykowane są m.in. decyzje o przyznaniu Kościołowi gruntów po cenie niższej od rynkowej. 21 lutego 2011 CBA skierowało do prokuratury zawiadomienie o możliwości popełnienia przestępstw w przypadku 22 orzeczeń Komisji (w tym orzeczenia ustanawiającego największą, bo wynoszącą 318 ha, różnicę pomiędzy powierzchnią gruntów utraconych a tych przyznanych jako rekompensata). W zawiadomieniu nie ma jednak mowy o korupcji, bo z analiz prawnych Biura wynika, że takich zarzutów nie da się postawić osobom duchownym. Wynika to między innymi z niepaństwowego charakteru komisji (nie są one samorządami, organami administracji państwowej, samorządowej ani innymi organami administracyjnymi). W lutym 2011 CBA wysłało do premiera, prezydenta i marszałków sejmu analizę, z której wynikało, że działalność komisji jest niejasna i niekorzystna dla Polski.
W 2009 roku ABW rozpoczęła postępowanie wobec byłego funkcjonariusza SB, Marka Piotrowskiego, pełnomocnika wielu zakonów i kościołów występujących o zwrot nieruchomości do Komisji. W grudniu 2011 roku protokolantce, 7 członkom komisji (zarówno ze strony kościelnej, jak i ze strony rządowej) i Piotrowskiemu postawiono zarzuty korupcji i poświadczania nieprawdy.
Do sfałszowania operatów szacunkowych (wycen gruntów) przyznał się jeden z rzeczoznawców i dobrowolnie poddał się karze.
W trakcie różnych śledztw prokuratorskich ustalono, że z punktu widzenia prawa komisja nie była organem administracyjnym ani sądem, nie zarządzała mieniem ani nie miała go pomnażać, nie była też zobowiązana dbać o interes państwa. W związku z tym oraz niemożnością potraktowania członków komisji jak funkcjonariuszy publicznych zdecydowana większość śledztw kończyła się umorzeniem z braku podstaw prawnych dla postawienia zarzutów.

#### Wyroki Trybunału Konstytucyjnego
Klub Lewicy zaskarżył w 2008 roku ustawę regulującą działalność komisji do Trybunału Konstytucyjnego, kwestionując zasadność jej istnienia stwierdzając, że przekazała już ona więcej gruntów Kościołowi, niż państwo przejęło od niego w okresie PRL. Wniosek pierwotnie miał zostać rozpatrzony 31 stycznia 2011, ale został odroczony na podanie Grzegorza Schetyny. Ustalono wtedy, że rozprawa odbędzie się 18 maja, ale ostatecznie odbyła się 8 czerwca 2011. Na niej Trybunał orzekł, że spośród 8 zaskarżonych przez SLD zapisów jeden jest niekonstytucyjny. Jest to zapis o określeniu w rozporządzeniu mienie których jednostek Skarbu Państwa lub samorządu Komisja może przekazać. Pozostałe wnioski SLD zostały umorzone. Trzech sędziów TK złożyło zdania odrębne.
W 2010 roku wniosek do TK złożył również Rzecznik Praw Obywatelskich, argumentując, że od decyzji komisji nie ma odwołania, a jednostki samorządowe, które oddają majątek, nie zawsze mają status uczestnika postępowania. W 2013 roku TK umorzył postępowanie dotyczące Komisja dla Kościoła Katolickiego i uznał konstytucyjność zapisów o trybie zwrotu mienia stosowanym w Komisji dla Gmin Wyznaniowych Żydowskich.
Wyroki te były krytykowane za niesłuszne przekładanie interesu Skarbu Państwa nad interes samorządów, które w przypadku innych orzeczeń mogłyby żądać od niego rekompensaty.

#### Wyrok Europejskiego Trybunału Praw Człowieka
Europejski Trybunał Praw Człowieka dnia 21 września 2004 roku orzekł naruszenie art. 6 ust. 1 Konwencji o Ochronie Praw Człowieka i Podstawowych Wolności przez art. 60–70a ustawy z dnia 17 maja 1989 o stosunku Państwa do Kościoła Katolickiego w RP.

#### Raport z 2012 roku
W 2012 roku prawnicy z działu kontroli kancelarii premiera przygotowali raport o Komisji majątkowej dla Kościoła katolickiego. Odmówiono odtajnienia raportu, jednak był on załączony do dostępnych akt spraw toczonych przeciwko jej byłym członkom. Jego ustalenia to:
- nie rejestrowano dat składania wniosków, sposobu ich realizacji i cen przekazywanych gruntów,
- akta spraw były nieopisane i nieuporządkowane, bez spisu treści (nie można ustalić, czy teczki są kompletne),
- akta 57 spraw zaginęły (nie rejestrowano kto pobiera dokumenty, więc nie można ustalić winnych tego stanu rzeczy),
- brak weryfikacji cen gruntów przedstawianych przez stronę kościelną,
- nie sprawdzano właścicieli gruntów przekazywanych Kościołowi (co najmniej raz należały one do osoby prywatnej),
- nie sporządzano protokołów głosowań,
- braki w dokumentacji (np. w 1994 roku nie zapisano, że cystersi otrzymali działki w Krakowie, i w efekcie 10 lat później otrzymali jeszcze 66 mln zł rekompensaty),
- członków Komisji nie powoływano według żadnych kryteriów, ani nie weryfikowano ich kompetencji czy potencjalnych konfliktów interesów,
- Komisja nie była kontrolowana przez odpowiednie organa ani razu.

Według „Gazety Wyborczej” niektóre wnioski były rozpatrywane kilkakrotnie, a nawet 15-krotnie. Według „Rzeczpospolitej” były to przypadki, w których, w jednej sprawie, kilka orzeczeń cząstkowych (maksymalnie 15) składało się na całe roszczenie. Nie oznacza to jednak, że jeden wniosek był w całości rozpatrywany wielokrotnie.

#### Krytyka
Sławna ta instytucja działała na zasadzie łupieżczej. Kościół mówił „to mi dawać!”, a władze dawały bez szemrania. Ziemię, szkoły, szpitale. Bez prawa głosu zainteresowanych, bez prawa do odwołania. Nie trzeba żadnej kultury prawnej, by natychmiast zauważyć złodziejską konstrukcję tej bolszewickiej „instytucji”, urągającej wszystkim zasadom państwa prawnego. Ten potworny płód zdychającej komuny i wygłodniałego kościoła  zapraszał do malwersacji i zaiste ów wierzchołek lodowej góry tych przekrętów, który ujawnia prasa, może zdumieć niejednego cynika.

Krytycy komisji wskazują na samosąd Kościoła, tajność i nieprzejrzystość jej działań, lekceważenie interesu lokalnych społeczności i samorządów oraz zaniżanie wycen gruntu (w 2012 roku prokuratura orzekła, że komisja nie była zobowiązana do dbania o czyjkolwiek interes). Kontrowersje budzi także to, że członkowie komisji nie są funkcjonariuszami publicznymi, a mimo to otrzymują wynagrodzenie z publicznych pieniędzy. Otrzymali je także w 2010 roku, gdy nie rozpatrzyli – według „Gazety Wyborczej” – „prawie żadnych spraw”.
Według „Rzeczpospolitej” „Sprawozdanie z działalności Komisji Majątkowej w latach 1989–2011” zawiera wiele błędów, dotyczących między innymi liczby niedokończonych spraw (zgodnie ze „Sprawozdaniem (...)” jest ich 216, a według gazety 233). Według jednej z krakowskich kancelarii prawniczych także kwota odszkodowań (107,5 mln zł) podana przez Komisję w 2010 roku jest nieprawdziwa.
Znane są przypadki, w których Kościół sprzedał mu przyznaną ziemię po cenie ponad 2-krotnie wyższej od tej przyjętej przez Komisję.
Większość przekazywanych gruntów jest na Ziemiach Odzyskanych, na których ustawa z 20 marca 1950 r. nie miała zastosowania.

## Komisja Regulacyjna do Spraw Gmin Wyznaniowych Żydowskich
Do Komisji Regulacyjnej ds. Gmin Wyznaniowych Żydowskich zostało złożonych 5504 wniosków (mający więcej wiernych Kościół katolicki złożył 3063 wniosków, co wynika z tego, że Gminy Wyznaniowe Żydowskie oraz wszystkie organizacje świeckie żydowskie i religijne wraz z Żydowskimi Osobami Prawnymi utraciły po II wojnie światowej 100% swojego majątku, a Kościół Katolicki zaledwie część). W sprawie wszystkich wszczęto postępowanie, odbyło się 5103 rozpraw. 1770 postępowań całkowicie lub częściowo zakończyły się, w tym:
- ugodą – 424
- orzeczeniem – 329
- umorzeniem – 631
- orzeczeniem o oddaleniu, odrzuceniu wniosku – 340
- nie uzgodniono orzeczenia – 56
- postępowanie zostało zawieszone – 14.

Komisja majątkowa przyznała Związkowi Gmin Wyznaniowych Żydowskich i żydowskim gminom wyznaniowym rekompensatę pieniężną w wysokości 26 mln 848 tys. zł. Ponadto wnioskodawcom przyznano odszkodowania w wysokości 27 mln 47 tys. zł.
W 2013 roku TK uznał konstytucyjność zapisów o trybie zwrotu mienia stosowanym w Komisji dla Gmin żydowskich.

## Literatura
- Andrzej Czohara, Tadeusz J. Zieliński, Ustawa o stosunku Państwa do gmin wyznaniowych żydowskich w Polsce. Komentarz, Warszawa 2012, s. 176–268.
- Dariusz Walencik, Rewindykacja nieruchomości Kościoła katolickiego w postępowaniu przed Komisją Majątkową, Lublin 2008, passim.